# Île Degaby
Pour les articles homonymes, voir île Gaby.
L’île Degaby (parfois dénommée île Gaby) est une île française, située dans l'archipel d'Endoume, dans la rade sud de Marseille.

## Nom
L'île tient son nom de Liane Degaby, comédienne de music-hall de la Belle Époque, épouse d'un ancien propriétaire de l'île. L'autre nom d'île Gaby vient d'une confusion avec Gaby Deslys, artiste vivant à proximité à la même époque,).

## Histoire
Dès le XVIe siècle, l’île était une avancée maritime précédant les véritables fortifications de Marseille. Elle protégeait la ville sur le flanc sud. Sur cette île, Louis XIV fait construire un fortin (terminé en 1703), dénommé « Fort de Tourville » en hommage à l'amiral Anne Hilarion de Costentin de Tourville (1642-1701).  
En 1861-1862, afin d’assurer la défense de Marseille après la construction des batteries d’Endoume  et du Pharo, le fortin fut modifié pour servir de réduit à une batterie de côte de type «corps de garde crénelé renforcé n° 3 modifié pour 30 hommes» selon les plans types arrêtés par le Comité des fortifications en 1846. Il fut déclassé en 1889. 
L'armée s'en sépare en 1914. L'île devient la propriété de l'industriel marseillais André Lavai qui l’offre à sa future épouse Liane Degaby, vedette de music hall. Le fort est transformé en un lieu mondain très fréquenté. 
En 1990, Pascal Morabito achète l'île et en fait sa résidence artistique. Il inaugure, au cours d'une garden-party en pleine mer le 3 mai 1990, une collection de sculptures fractales en compagnie du violoniste Ivry Gitlis et de la chanteuse Grace Jones.
La propriété est ensuite rachetée en 2001, 7,150 millions de francs par un promoteur immobilier  . L'île est devenue un lieu destiné à l'événementiel (réceptions, tournages).

### Fortin
En 1861-1862, le fort est transformé en un corps de garde crénelé, renforcé n° 3 pour 30 hommes, bâtiment carré d’une emprise de 280 m² environ au sol. L’entrée du fort se fait, en façade ouest, par un pont-levis sur fossé.
Sous la pièce d'entrée se trouve la citerne de récupération des eaux de pluie de la terrasse. De chaque côté de l’entrée, on accède à deux pièces. Après l’entrée, viennent deux pièces transversales en voûte, et une série de trois pièces, dont celle du milieu devait abriter le magasin à poudre. Le fortin est déclassé en 1889.

## Film
L'île apparaît dans plus belle la vie encore plus belle 